# Starina (Zenica, BiH)
Starina je naseljeno mjesto u gradu Zenici, Federacija Bosne i Hercegovine, BiH.

## Stanovništvo

### 1991.
Nacionalni sastav stanovništva 1991. godine, bio je sljedeći:
ukupno: 734
- Muslimani - 722 (98,37%)
- ostali, neopredijeljeni i nepoznato - 12 (1,63%)

### 2013.
Nacionalni sastav stanovništva 2013. godine, bio je sljedeći:
ukupno: 787
- Bošnjaci - 786 (99,87%)
- ostali, neopredijeljeni i nepoznato - 1 (0,13%)